# 神島 (和歌山県)
神島（かしま）は、和歌山県田辺市にある無人島。全島が照葉樹林に覆われ、南方系の植物が多く知られることから、天然記念物に指定されている。南方熊楠が保存運動に動いたことでも知られている。

## 概要

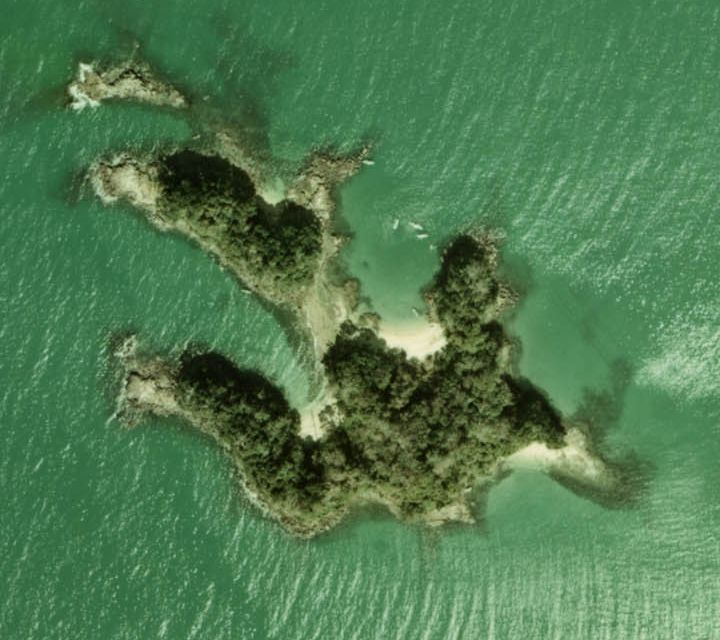
神島の空中写真。1975年撮影。
。

神島は田辺湾の内側にある無人島で、行政区分としては田辺市新庄町3972番地である。古来より島全体を海上鎮護の神として崇め、樹林は神林として、また魚付き林として地元の保護を受け、明治まで人手のほとんど入らない森林を維持し続けた。
この島が貴重な生物の住むところであることは古くから知られており、特にこの島に生育するハカマカズラの種子で作られた数珠は熊野詣での人たちに特別なお守りとして珍重されたことが知られている。明治期には南方熊楠が再三この島に渡り、生物採集を行った。
神社合祀によってこの島の森林が伐採される計画が出たとき、南方はこれに猛烈な反対運動を行い、地元の協力を得ると共に、中央の研究者や役人に働きかけ、法律的な保護がつくこととなった。1929年には昭和天皇がこの地を訪れたことも知られている。
1990年代に入ると、海鳥の集団が島に居着くことが起こり、その糞によって森林に大きな影響が出ることが複数回にわたって起こった。鳥を追い払う計画も行われたが、被害は大きく、森林の荒れが目立つようになっており、これをどう回復させるかが当面の課題とされている。

## 地勢
神島は北緯33°42'、東経135°22'50"にある面積2.99haの小島である。一番近い陸地は新庄町鳥ノ巣で、その間の距離は500m足らずである。位置としては田辺湾の南側の湾口にやや近い位置にあり、より湾口側の隣には畑島がある。湾口の反対側には天神崎がある。
島は大きく2つの島から成り、大きい方を「おやま」、小さい方を「こやま」と呼び、両者は干潮時には岩礁でつながる。「こやま」は標高約20mで、周囲は崖に近い急傾斜であり、背の低い樹木に覆われているものの、あまり大きな樹木はない。「おやま」の方は標高約30m近く、やや東西に細長く、南側の斜面は崖だが、北側はなだらかな部分もあり、海岸には砂浜もある。全体が背の高い森林に覆われ、神社のほこらもこちらの山頂近くにある。川はないが、わずかに水がわき出すところはある。
「おやま」の岩礁に船が接岸できるようになっており、地元の釣り船で渡ることが出来るが、上陸は田辺市教育委員会の許可が必要である。ときおりボランティアによる海岸の清掃作業が行われる。この砂浜には昭和天皇の行幸を記念した南方熊楠の歌碑が建てられている。

## 利用
古くから魚付き林として大事にされたようである。神島の名も古くからここに神を祀ったことによるようだが、古い記録では神の名が挙げられていない。上述のようにこの島のハカマカズラの種子は数珠として珍重され、1940年代までは秋に新庄村でこれを採取して京都の仏具屋に売っており、その量は毎年数十リットルに達したと言われる。ハカマカズラの産地は他にも何カ所かあるが、神島のものが特に珍重されたとも言われる。
神島への船の出る田辺市磯間に近い場所にある和歌山県立田辺商業高校（現在は和歌山県立神島高等学校）は、その校章がハカマカズラから取られており、これは学校が神島に近いことから選ばれたものである。学校創設時の教頭であった楠本定一は南方熊楠の長男、熊弥の親友であった由。
現在では法的保護の下におかれているために島内は立ち入り禁止であり、上陸を求める場合には田辺市の許可が必要である。ただし近辺の岩礁は釣りによく用いられ、そこへ行き来する船は近くにある磯間漁港などから出る。また、南方熊楠賞の受賞者が授賞式の翌日にこの島を訪れるのが半ば慣例のようになっている。椿啓介や青木淳一が上陸して、それぞれにサンプル採集を行っていった。

## 歴史
以下の記述は田辺市教育委員会(1988)および真砂(1987)に依っている。
田辺地方の伝説には、この島と、より北の南部沖の鹿島（かしま）に関する伝説がある。それによると、昔に巨人が島を天秤棒で担いでいて、その天秤棒が折れて海に落ちたのがこの2つの「かしま」になったと言う。
一説には神島の名が現れる最古の文献は『万葉集』である。遣新羅使人の歌に「月よみの光を清み、神島の磯間の浦に船出すわれは」がこの島を指すとの説がある（ただし、この歌の神島は岡山県の、あるいは広島県のものとする二通りの説が主流である）。磯間の浦は神島に近い、田辺湾奥の地名であり（現在は田辺市磯間）、現在も神島への船はここから出る。これ以降も平安時代以降まで神島と磯間の浦の組み合わせがいくつかの歌に見える。また江戸時代には『紀伊続風土記』などいくつかの書物に名勝としてその名が挙げられ、紹介されている。そこでは「祀られている神は不詳」とされているが、新庄村の史蹟登録には祭神について「健御雷之男命、武夷鳥命」とある。
この頃から神島はむしろ生物研究の対象として挙げられることが多くなる。すでに江戸時代の本草学の分野でその名が見える。小野蘭山がこの島に渡ったとの説もあるが、これは根拠に乏しい。畔田翠山の『熊野物産初志』にはワンジュ（ハカマカズラのこと）の産地としてその産地名に田辺加島が、大辺路、江須崎などと並んで取り上げられている。
幕末に日本近海を測量したイギリス船アクティオン号の船医アーサー・アダムスは貝類の研究家で、紀伊半島でも数カ所で採集を行った。その際、1861年に神島にも上陸したらしいことが、採集品や記録から推定されている。1901年には日本の貝類研究家の平瀬与五郎の採集人であった中田次平が紀南地方で採集を行い、やはり神島に上陸したらしい。このようなことから、ハカマカズラと共に陸産貝の産地としてもその名が知られていた。

### 熊楠の保護運動
1902年には南方熊楠が初めてこの島に渡り、2年後には田辺に居を定め、神島を含む周辺の生物研究にいそしんだ。神島の粘菌については「植物学雑誌」に報文を出している。
ところが1907年頃から始まった神社合祀運動の中で、神島神社も新庄村の大潟神社との合祀が決まり、神体のなくなった島は伐採してよい、ということで伐採が始まり、その代金で新庄小学校の校舎改築の代金にする事になった。熊楠は神社合祀に反対運動を行っていたが、特に神島は学術上の重要性があるとして大いに反対した。彼は神島の森の伐採が漁業に大きな悪影響があること、ハカマカズラの重要性やその保護の意義などを説いて新庄村長を説得したところ、村長も納得し、村議会で伐採の中止を決議、代金の払い戻しを行った。ただし、この時点で「こやま」の伐採はすでに行われている。
熊楠はこれに飽き足らず、神島については法律的な保護が必要と考え、東京大学教授の松村任三と貴族院書記長官の柳田國男に長文を送って保護を訴えた（南方二書といわれる）。これを受けて和歌山県は1912年に神島を魚付き保安林に指定した。熊楠はこれだけでは不足と考え、さらに田辺高等女学校の宇井縫蔵と共に「ハカマカズラの北限自生地」として和歌山県の天然記念物に指定するよう申請を行い、1930年には県の天然記念物に指定された。
1929年に昭和天皇が田辺湾に軍艦で来訪、神島に上陸して生物調査を行い、その際に熊楠は軍艦の上で進講した。それを機に熊楠は大阪毎日新聞に「紀州田辺湾の生物」を連載、そこで神島の生物や貴重性についても詳しく書き、またすでに一部が伐採されたことにも触れた。また翌年には天皇行幸を記念して熊楠の自詠自筆による歌碑が建てられ、それを機会に彼は神島を国の天然記念物にすることを提唱した。彼はその資料を作るために1934年に田辺営林署に依頼して島の詳しい地形図を作成させ、営林署員や地元の学校教員などの協力を得てこれにすべての樹木の位置と種名を書いた「田辺湾神島顕著樹木所在図」を作成、それに調査報告書を添えて文部省に提出、国の天然記念物の指定を申請した。それに対してその翌年、植物学の三好学、地質学の脇水鉄五郎が調査のために来島、それらを受けて1935年12月24日、国の天然記念物に指定された。
なお、熊楠の死後、1962年に昭和天皇が行幸の際に熊楠を偲んで詠んだものによる歌碑は、白浜番所山の、ちょうど神島を見通せる尾根に建てられている。

### 熊楠以降
それ以降もこの島での学術調査は数多い。特に陸産貝では畔田徳米や波部忠重もこの島で調査を行い、1949年に日本貝類学会が白浜京都大学臨海実験所で行われた際にはエクスカーションがこの島で行われた。
その後、新庄村が田辺市と合併し、島の管理が田辺市に移った。1955年、田辺市教育委員会に文化財調査会が設置され、その最初の事業として神島の調査が行われた。これは戦後の混乱期に神島で盗伐が行なわれたことや、熊楠の調査から20年も経過していることなどによる。この調査では土壌動物の調査を愛媛大学の森川圀康に依頼した。
まとまった調査としては、第三回のものが1983年から田辺市教育委員会によって行われた。これは熊楠の調査からほぼ半世紀を経ていたこと、その間に様々な変化があったらしいことがわかってきたためである。調査は3年にわたって行われ、その報告書は1988年に出された。以下の生物相などの記述は主としてこれによっている。
その後も個別の研究者がこの島を訪れることはあり、それぞれに成果が上がっている。
2015年9月24日、吉野熊野国立公園が拡張され、神島も国立公園に含まれることとなった。同10月7日、神島を含む熊楠ゆかりの地13ヵ所が「南方曼陀羅の風景地」として国の名勝に指定された。

## 生物

### 植生
植生は昭和期のほぼ安定していた頃の状況として、1988年の調査を元に記述する。全体が森林に覆われている。「こやま」や「おやま」外周崖地では背の低い風衝地となっており、ウバメガシを中心とし、トベラやマサキを交え、林床にはヒトツバが多い。植物生態学的にはトベラ－ウバメガシ群集にあたる。
「おやま」の大部分はより背の高い森林で覆われている。構成樹種としては大きいものはホルトノキ、ヤブツバキ、ハゼ、クスノキなどがあり、その他にイヌマキ、タブノキ、ヤブニッケイなど様々な樹種がある。またハカマカズラやテイカカズラなどのつる植物も多く、林床にはキノクニスゲなどが見られる。新谷はこれをムサシアブミ－タブ群集の北限的なものと見ている。

### 植物相
種子植物については太田と後藤が66科179種を、シダ植物については真砂が8科14種を報告している。数としては多いものではなく、これは小さな島であるから当然である。しかしシダの中にはより山間部に出現するはずのイワヤナギシダやヌリトラノオが含まれ、森林の深さと水環境のそれなりのあり方を示している。種子植物では、きわめて分布が限定されている植物として、キノクニスゲ、タキキビ、ハカマカズラが挙げられる。なお、ハカマカズラはこの島が北限ではなく、和歌山県ではさらに北の由良町黒島からも知られている。

### 動物相
哺乳類、鳥類には定着しているものはいない。ただし鳥は当然ながら、哺乳類でも海を越えての行き来が確認されている。後述のように、海鳥の糞騒動の際には多数のドブネズミが見られたし、それを食うためかキツネが侵入したことも知られ、またアライグマが入った記録もある。野鳥については1988年の調査で17科36種が記録されている。爬虫類ではカナヘビが生息している。両生類はいない。
1955年の総合調査では森川らによる陸上無脊椎動物の調査も行われた。このときカシマイボテカニムシ、カシマセスジアカムカデなどの新種が発見された。1988年の調査でも様々な分類群の調査が行なわれ、以下のような結果を得ている。（）内は担当者。
- 陸産貝類（湊）：14種。なお、この島が模式産地となっている種が以下の4種である。

コスジギセル・ハベキビ・ムロマイマイ・シゲオマイマイ
- ササラダニ（山本）：47科105種。これは小島としては多い種数で、この島の環境の多様性が高いことを示すとの判断。
- クモ類（後藤岳）：15科42種。
- 昆虫類（後藤伸）：14目83科246種。蜘蛛と昆虫では特に重要なものは知られていない。

### 菌類など
1988年の調査では小野新平が粘菌の調査を行い、6科19種を記録している。
なお、南方熊楠は、この島の特異な生物、特に北限のハカマカズラなどに力点を置いて保存運動を展開したが、実際の考えはやや違ったところにあったらしい。この島が国の天然記念物に指定された後に地元の牟婁新聞に「新庄村合併に就いて」を書き、その中で神島に触れて「神島を天然記念物に指定したのは、特に珍しいものがあるためでなく、むしろ周辺の森林がどんどん荒らされる中で、せめてこの島がそのまま保存されれば、それがどんなものだったかがわかるだろうと思ったからだ」という旨のことを述べている。

## 自然の変遷

### 熊楠の見た神島
1983年の調査が行われた理由の一つに、その頃に南方熊楠の再評価が行われ、そこから熊楠による神島の調査に見直しが行われた点がある。熊楠の調査には「こやま」と「おやま」の「顕著な樹木」すべての位置と種名が記されていることになっているが、それと実際に見られる樹木に違いがあった。そのため、同様の調査が行われた。その結果わかったことは、タブノキとアキニレ、それにクロマツなどが大きく減少したこと、それに対してホルトノキ、イヌマキ、エノキなどが増加していた。クロマツについてはこの間の松食い虫被害によると考えられる。タブノキについては、大径の木があったことが枯れて腐った株の痕跡から確認できた。「おやま」には朽ち木で径100cm、150cmのものがあった。ここから、後藤らは熊楠の調査以降のジェーン台風、室戸台風、第二室戸台風の被害があり、それによってこれらの大木が被害を受けて枯死し、それによるギャップにパイオニア的樹木が育った結果であろうとする。つまり、タブ林が壊れてその代償植生としてホルトノキ林が生まれたという。ただし、たかだか数十年に一度程度の規模の台風でおそらくそれよりはるかに長い寿命を持つ樹木が軒並み倒れる、というのは納得できないとして、熊楠の保存運動の際にすでに「こやま」の大木が伐採されたことが何らかの影響を与えた可能性にも言及している。

### 昭和末よりの変化
1990年代より、この島に海鳥の集団が居着くことが多くなり、その糞による被害が問題視され始めた。
上記の1988年の報告でもこの島で若干のサギ類が営巣していることの報告があり、おそらく周辺の海面での養殖漁業の影響であると述べられている。養魚用の生け簀に餌を与えると、これが周囲の海にもこぼれるので多数の小魚が集まり、それを狙って鳥が集まるというのである。しかしこの頃はその数も少なく、目立った影響はなかった。
しかし1991年にはウミウとカワウ（ヒメウも混じっていた）からなる混成群がこの島や近隣の陸地の森で集団で休息するようになり、時に一夜の飛来数が1200羽を超えるまでになった。彼らは大木の枝先で夜を過ごし、それらの糞のために樹木は全体に白っぽくなり、一部の木は落葉した。田辺市では緊急の調査を行い、樹木や下草、土壌動物などに様々な影響が出ていることを確認し、鳥を追い払う方法を模索した。そのために爆音発生装置を設置したり、鳥が枝に止まりにくくなるように樹木の上に網をかけたり、といった対策を講じ、ひとまずは鳥の居着くことはなくなった。しかし、その後の経過調査によって、糞の影響はすぐにはなくなっていない上に、これに平行するようにドブネズミの大発生が起こっていたことがわかった。
ネズミが住んでいるらしい形跡は1986年にもあったというが、確認できない程度のものだった。ところが1990年頃より大きいネズミが居るとの噂が立ち、1993年には無視できない程度の数に達していた。至る所に巣穴らしい穴があり、地表のあちこちに小動物が頻繁に通ったらしい道がついていた。1994年1月はじめに罠を仕掛けて3頭を捕獲、それがドブネズミであることが確認された。ところが1月後半に改めて調査が行われた際には、ネズミの個体数が意外に少ない、という印象と共に、フクロウやキツネの糞が発見された。これらは対岸のどこかからネズミを狙ってやってきたと考えられる。
こうして大群の糞による直接被害やドブネズミによる被害そのものは次第に収束したが、糞害については全くなくなったわけではなく、その後もより小規模ながらも海鳥の不定期な寄りつきが見られる。結果として「おやま」を覆っていた高木のかなりの部分が被害を受け、枯死したものも多い。かつての森林の様子を残す部分は「おやま」の緩斜面の部分に限られるのみ、という様相である。さらに枯死部分を覆うようにテイカカズラを中心とするつる植物の繁茂が激しくなっている。これは植物群落の壊れた部分を覆い隠す役割を担ってはいるが、高木の生長を阻害するおそれもあり、それらを考慮しながら、島の植物群落の復活をめざして何をどうすればよいかが現在検討されている。

## 文化財
- 名勝「南方曼荼羅の風景地（2015年〈平成27年10月7日指定）の一部[15]。